# مذبحة كيلسي
كانت مذبحة كيلسي اندلاعًا للعنف ضد اليهود وقع في 4 يوليو 1946 في مدينة كيلسي، بولندا. هاجم جنود بولنديون ورجال شرطة ومدنيون مبنى في شارع بلانتي 7 كان يضم حوالي 150-160 من الناجين اليهود من الهولوكوست، مما أسفر عن مقتل 42 يهوديًا وإصابة أكثر من 40 آخرين. اندلعت أعمال العنف بسبب اتهام كاذب بخطف أطفال، وهو إحياء لأسطورة الدم المعادية للسامية. على الرغم من سقوط ادعاء الخطف سريعًا، فقد تم تداول الشائعات من قبل قوات الدولة، مما أدى إلى تجمع حشد معادٍ والهجوم اللاحق على المبنى وسكانه. كما قُتل العديد من اليهود الذين لا يقيمون في شارع بلانتي في أماكن أخرى من المدينة في ذلك اليوم، وقُتل ما لا يقل عن يهوديين اثنين لاحقًا أثناء عبورهما محطة قطار كيلسي.  
وقعت هذه المذبحة (بوغروم) بعد أقل من عام من نهاية الحرب العالمية الثانية، وتعتبر أكثر أعمال العنف دموية ضد اليهود في بولندا بعد الحرب. كان لها تأثير عميق على المجتمع اليهودي، مما أدى إلى هجرة جماعية للناجين من المحرقة من البلاد. كما أثار الحادث إدانة دولية ولا يزال موضوعًا للتحقيق التاريخي والنقاش العام. في أعقاب الحادث مباشرة، عقدت السلطات البولندية سلسلة من المحاكمات، أسفرت عن العديد من أحكام الإعدام والسجن. ومع ذلك، لم يتعرض كبار المسؤولين الأمنيين إلا لعواقب محدودة، وسعت الحكومة الشيوعية في البداية إلى تحويل اللوم عن طريق إلقاء مسؤولية العنف على خصومها السياسيين.

## إحياء الذكرى
بعد سقوط الشيوعية في بولندا، تم الكشف عن عدة لوحات تذكارية في كيلسي. في عام 1990، تم الكشف عن اللوحة الأولى بعد تدخل زعيم حركة التضامن آنذاك ليخ فاونسا. تم تكريس نصب تذكاري للضحايا من تصميم الفنان جاك سال المقيم في نيويورك بعنوان White/Wash II في 4 يوليو 2006، في كيلسي، في الذكرى الستين للمذبحة. في حفل التدشين، أدان رئيس جمهورية بولندا ليخ كاتشينسكي الأحداث باعتبارها «جريمة وعارًا كبيرًا على البولنديين ومأساة لليهود البولنديين». وأكد البيان الرئاسي أنه في بولندا الديمقراطية اليوم «لا مكان للعداء للسامية» ورفض أي تعميمات للصورة المعادية للسامية للأمة البولندية باعتبارها صورة نمطية. تم الكشف عن نصب تذكاري آخر في المدينة في عام 2010، يهدف إلى أن يكون قبرًا تمثيليًا للضحايا.